# بوبر کوچک خاکستری
بوبر کوچک خاکستری (نام علمی: Andropadus gracilis) نام یک گونه از تیره خرمابلبلان است.